# Human the Death Dance
Human the Death Dance – trzeci studyjny album rapera Sage Francisa wydany 8 maja 2007 roku przez wytwórnię Epitaph Records. Tytuł albumu pochodzi od tytułu poematu Buddy'ego Wakefielda, który był związany z wytwórnią Francisa, Strange Famous Records. Fragmenty tego wiersza czytane przez Wakefielda występują na końcu następujących utworów: Hell of a Year, Keep Moving oraz Black Out on White Night.
Dodatkowa, instrumentalna wersja albumu była wysyłana dla osób, którzy złożyli zamówienie przedpremierowe przed godziną 17:00 dnia 23 kwietnia 2007 roku przez stronę internetową wytwórni Strange Famous Records.
Utwór Water Line użyty został w napisach końcowych filmu, pt. W cieniu chwały.

## Lista utworów
Wszystkie utwory zostały napisane przez Sage Francisa.
| 1.  | "Growing Pains Intro" | 0:37  |
|     | |       |
| 2.  | "Underground for Dummies" | 4:13  |
|     | - Odd Nosdam - produkcja[7] |       |
| 3.  | "Civil Obedience" | 4:19  |
|     | - Mr. Cooper - produkcja[7] - Reanimator – skrecze[7] |       |
| 4.  | "Got Up This Morning" | 3:11  |
|     | - Buck 65 - produkcja[7] - Nathan Harrop – harmonijka ustna[7] - Jolie Holland – wokal i skrzypce[7] - Tom Inhaler – wokal                                                                            |       |
| 5.  | "Good Fashion" | 1:34  |
|     | - Mark Isham - produkcja[7] |       |
| 6.  | "Clickety Clack" | 3:59  |
|     | - Alias - produkcja[7] - Christopher Sneddon – syntezator[7] |       |
| 7.  | "Midgets and Giants" | 3:54  |
|     | - Alias - produkcja[7] |       |
| 8.  | "Broccilude" | 1:14  |
|     | - Sixtoo - produkcja[7] - Bernard Dolan – wokal[7] |       |
| 9.  | "High Step" | 1:53  |
|     | - Ant - produkcja[7] - Bernard Dolan – wokal[7] |       |
| 10. | "Keep Moving" | 4:36  |
|     | - Alias - produkcja[7] - Buddy Wakefield – wokal[7] |       |
| 11. | "Water Line" | 2:02  |
|     | - Mark Isham - produkcja[7] |       |
| 12. | "Black Out on White Night" | 4:36  |
|     | - Big Cats - produkcja[7] - Jolie Holland – wokal[7] - Buddy Wakefield – wokal[7] |       |
| 13. | "Hell of a Year" | 4:11  |
|     | - Kurt SP - produkcja[7] - Buddy Wakefield – wokal[7] |       |
| 14. | "Call Me Francois" | 3:11  |
|     | - Miles Bonny - produkcja[7] - DJ Orator – skrecze[7] |       |
| 15. | "Hoofprints in the Sand" | 5:01  |
|     | - Reanimator - produkcja i skrecze[7] |       |
| 16. | "Going Back to Rehab" | 6:11  |
|     | - Scott Begin - bębny[7] - Laura Escudé – skrzypce[7] - Tom Inhaler – bas, gitara, gitara akustyczna i fortepian[7] - Reanimator – programowanie bębnów, skrecze[7] - Bryan Lewis Saunders – wokal[7] |       |
|     | | 54:42 |
|     | |       |